# Langenwaldschanze
Die Langenwaldschanze ist eine Skisprungschanze in Schonach im Schwarzwald.

## Geschichte

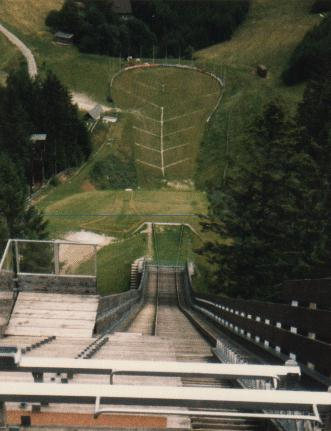
Die Schanze von 1988

Die Sprungschanze wurde im Oktober 1924 erbaut und im darauf folgenden Winter wurde der Sprunghügel eröffnet. Die Schanze wurde zum ersten Mal 1931/32 umgebaut. 1935 wurde die Schwarzwaldmeisterschaft zum ersten Mal ausgetragen. Im Jahr 1937 wurde die Schanze vergrößert. Nach dem Zweiten Weltkrieg hat man die Langenwaldschanze wieder aufgebaut. 1955, 1963 und 1967 wurde sie nochmals umgebaut. Seit dem Jahr 1967 wird der Schwarzwaldpokal ausgetragen und seit dem Jahr 1984 wird er im Rahmen des Weltcup der Nordischen Kombination veranstaltet. 1979 und 2001 hat man die Schanze erneut umgebaut. In den Jahren 1981 und 2002 fanden auf der Schanze die Junioren-Weltmeisterschaften statt. Um die Schanze und den Schwarzwaldpokal zu erhalten, wurde die Schanze 2010 für 2,25 Mio. Euro vergrößert. Der erste Spatenstich war am 30. März 2010, die Bauzeit betrug neun Monate. Die neue Hillsize betrug 106 Meter. Am 5. Januar 2011 wurde die neue Schanze feierlich eingeweiht. Anfang Januar 2012 sollte eine Skisprung-Weltcup-Veranstaltung der Damen stattfinden. Diese musste jedoch wegen eines Wärmeeinbruchs nach Hinterzarten verlegt werden. Im Rahmen der FIS-Homologation 2021 wurde das Schanzenzertifikat den Normen entsprechend auf K 90 und Hillsize 100 m angepasst.

## Internationale Wettbewerbe
| Datum            | Kategorie       | Schanze | 1. Platz                                                      | 2. Platz                                                                            | 3. Platz                                                    |
| ---------------- | --------------- | ------- | ------------------------------------------------------------- | ----------------------------------------------------------------------------------- | ----------------------------------------------------------- |
| 11. Februar 1981 | Junioren-WM     | K80     | Matti Nykänen                                                 | Ernst Vettori                                                                       | Steve Collins                                               |
| 24. Januar 2002  | Junioren-WM     | K90     | FinnlandJanne Happonen Harri Olli Arttu Lappi Akseli Kokkonen | ÖsterreichBalthasar Schneider Christoph Strickner Christian Nagiller Manuel Fettner | SlowenienBine Zupan Zvonko Kordež Rok Benkovič Jaka Oblak   |
| 26. Januar 2002  | Junioren-WM     | K90     | Janne Happonen                                                | Daiki Itō                                                                           | Kalle Keituri                                               |
| 14. Januar 2006  | Alpencup        | HS96    | Mario Innauer                                                 | Jurij Tepeš                                                                         | Primož Roglič                                               |
| 15. Januar 2006  | Alpencup        | HS96    | Jurij Tepeš                                                   | Mario Innauer                                                                       | Thomas Thurnbichler                                         |
| 10. Januar 2009  | Continental Cup | HS96    | Daniela Iraschko                                              | Ulrike Gräßler                                                                      | Magdalena Schnurr                                           |
| 11. Januar 2009  | Continental Cup | HS96    | Daniela Iraschko                                              | Ulrike Gräßler                                                                      | Lindsey Van                                                 |
| 6. Januar 2010   | Continental Cup | HS96    | Daniela Iraschko                                              | Carina Vogt                                                                         | Anette Sagen                                                |
| 23. Januar 2010  | Continental Cup | HS96    | Daniela Iraschko                                              | Coline Mattel                                                                       | Anette Sagen                                                |
| 8. Januar 2011   | Continental Cup | HS106   | Daniela Iraschko                                              | Coline Mattel                                                                       | Melanie Faißt                                               |
| 9. Januar 2011   | Continental Cup | HS106   | Wegen strömenden Regen und Wind abgesagt                      | Wegen strömenden Regen und Wind abgesagt                                            | Wegen strömenden Regen und Wind abgesagt                    |
| 6. Januar 2012   | Weltcup         | HS106   | Wegen Wärmeeinbruchs abgesagt und nach Hinterzarten verlegt   | Wegen Wärmeeinbruchs abgesagt und nach Hinterzarten verlegt                         | Wegen Wärmeeinbruchs abgesagt und nach Hinterzarten verlegt |
| 5. Januar 2013   | Weltcup         | HS106   | Sara Takanashi                                                | Evelyn Insam                                                                        | Daniela Iraschko Jacqueline Seifriedsberger                 |
| 6. Januar 2013   | Weltcup         | HS106   | Anette Sagen                                                  | Daniela Iraschko                                                                    | Coline Mattel                                               |
| 13. Januar 2017  | Alpencup        | HS106   | Joséphine Pagnier                                             | Romane Dieu                                                                         | Lara Malsiner                                               |
| 13. Januar 2017  | Alpencup        | HS106   | Rok Tarman                                                    | Philipp Haagen                                                                      | Markus Rupitsch                                             |
| 14. Januar 2017  | Alpencup        | HS106   | Jerneja Brecl                                                 | Lara Malsiner                                                                       | Joséphine Pagnier                                           |
| 14. Januar 2017  | Alpencup        | HS106   | Žiga Jelar                                                    | Timi Zajc                                                                           | Rok Tarman                                                  |
| 11. Januar 2019  | Alpencup        | HS106   | Joséphine Pagnier                                             | Pia Mazi                                                                            | Agnes Reisch                                                |
| 12. Januar 2019  | Alpencup        | HS106   | Joséphine Pagnier                                             | Selina Freitag                                                                      | Silva Verbič                                                |
| 11. Januar 2020  | Alpencup        | HS106   | Wettkampf abgesagt                                            | Wettkampf abgesagt                                                                  | Wettkampf abgesagt                                          |
| 12. Januar 2020  | Alpencup        | HS106   | Wettkampf abgesagt                                            | Wettkampf abgesagt                                                                  | Wettkampf abgesagt                                          |
| 1. Februar 2020  | Alpencup        | HS106   | Wettkampf abgesagt                                            | Wettkampf abgesagt                                                                  | Wettkampf abgesagt                                          |
| 2. Februar 2020  | Alpencup        | HS106   | Wettkampf abgesagt                                            | Wettkampf abgesagt                                                                  | Wettkampf abgesagt                                          |